# فاضل الفراتي
فاضل طه عبد الله الفراتي هو رجل دين شيعي عراقي. وهو مؤسس «هيئة محمد الأمين الثقافية»، وهي هيئة خيرية وإعلامية تروج للمذهب الشيعي، وساهمت في تأسيس عدة مؤسسات كقناتي الزهراء والمهدي الفضائيتين.
كما كان يقوم بالتدريس في جامعة أهل البيت.

## مؤلفاته
- البخاري مؤلف كتاب آيات شيطانية
- المنتخب من سيرة المعصومين[1]
- عظمة الإمام الحسين[2]
- عقائد أهل البيت
- علموا أولادكم حب محمد وآل محمد
- المعاهدة بين الإمام الحسن ومعاوية
- لائحة الملك
- يوم المهدي فتح الفتوح
- سنابل مهدوية
- الحقيقة الثابتة
- عين السلسبيل في شرح زيارة ال ياسين
- قناديل

## وفاته

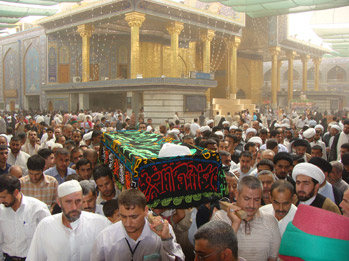
تشييع جنازته في كربلاء.

توفي في مدينة كربلاء إثر حادث سير في 24 شعبان 1431 (الموافق لـ5 أغسطس 2010) ودُفن فيها، كما عُقدت له بعض مجالس التأبين في كربلاء، وقم، ولندن، والكويت.